# FC Arouca
Futebol Clube de Arouca este un club de fotbal din Arouca, Portugalia, care evoluează în Primeira Liga.